# Norseman Xtreme Triathlon

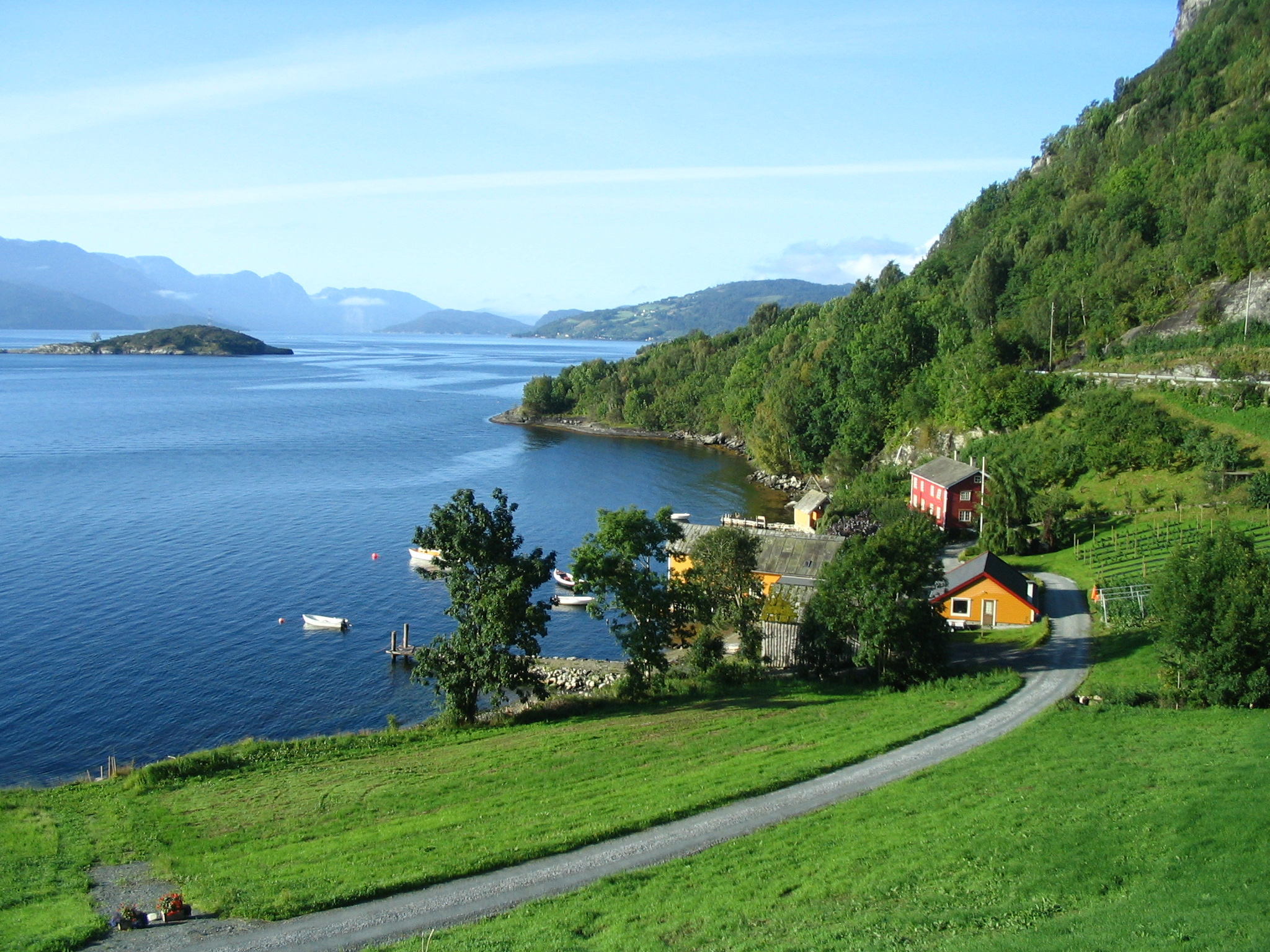
Der Hardangerfjord bei Bergsto

Der Norseman Xtreme Triathlon ist ein Triathlonwettbewerb in Norwegen. Der Wettbewerb wird seit 2003 (im ersten Jahr mit nur 21 Athleten) jährlich veranstaltet und gilt als einer der härtesten Triathlon-Wettbewerbe (über die Ironman-Distanz) der Welt.

## Organisation
Dieses Rennen bildet zusammen mit dem Swissman (in der Schweiz) und Celtman (in Schottland) die Reihe der Xtreme-Triathlons.

Das Rennen startet von einer Fähre mit 3,8 km Schwimmen durch den Hardangerfjord nach Eidfjord, gefolgt von 180 km Radfahren von Eidfjord über Hardangervidda, Geilo nach Austbygde am Tinnsjå See. Abschließend dann der Marathonlauf über die Länge von 42,2 km zum Gipfel des Berges Gaustatoppen mit einer Höhe von 1883 moh. Besondere Herausforderungen sind insbesondere das Schwimmen im nur selten über 15 °C kalten Hardangerfjord und der Schlussanstieg über Geröll hinauf zum Gaustatoppen.

Beim Norseman ist die Anmeldung mit einem „Unterstützer-Team“ vorgeschrieben, denn auf der Radstrecke und am Anfang der Marathonstrecke gibt es keine Verpflegungsstationen vom Veranstalter. Das müssen die Athleten selbst organisieren.
Die Teilnehmerzahl ist auf 250 begrenzt. Seit 2010 werden die Startplätze nicht mehr nach der Anmeldeschnelligkeit vergeben, sondern der Veranstalter vergibt Kontingente.
Zum zehnjährigen Bestehen wurden im Jahr 2012 zwei Triathlons veranstaltet: Am 4. August starteten 250 Teilnehmer und am darauffolgenden Tag dann die Elite, ebenfalls in einem 250er Teilnehmerfeld.
2016 wurde die Siegerin bei den Frauen, Kari Flottorp Lingsom, nachträglich im September mit einer Zeitstrafe belegt und damit erreichte die bislang Zweitplatzierte Kirstin Lie ihren zweiten Sieg in Folge. 2020 musste die für den 1. August geplante Austragung des Rennens abgesagt werden.

## Ergebnisse
Der Streckenrekord bei den Männern liegt mit 9:23:28 Stunden seit dem Jahr 2022 beim Norweger Jon Sæverås Breivold. 
Bei den Frauen liegt der Rekord seit 2025 mit 11:00:23 Stunden bei der Deutschen Julia Skala.
| Datum                  | Männer                                  | Männer                                  | Männer                                  | Frauen                                  | Frauen                                  | Frauen                                  |
| Datum                  | Erster Platz                            | Zweiter Platz                           | Dritter Platz                           | Erster Platz                            | Zweiter Platz                           | Dritter Platz                           |
| ---------------------- | --------------------------------------- | --------------------------------------- | --------------------------------------- | --------------------------------------- | --------------------------------------- | --------------------------------------- |
| 2026                   |                                         |                                         |                                         |                                         |                                         |                                         |
| 2. Aug. 2025           | Kristian Grue                           | Christophe Martignier                   | Juuso Manninen                          | Julia Skala (SR)                        | Laura Kessler                           | Flora Colledge                          |
| 3. Aug. 2024           | Sebastian Norberg                       | Lars Wichert                            | Aurélien Le Lay                         | Laura Zimmermann                        | Kaja Bergwitz-Larsen                    | Claire Weller                           |
| 5. Aug. 2023           | Jon Sæverås Breivold -3-                | Sebastian Kienle                        | Allan Hovda                             | Flora Colledge                          | Emilie Klev Bergheim                    | Kaja Bergwitz-Larsen                    |
| 6. Aug. 2022           | Jon Sæverås Breivold (SR) -2-           | Kristian Grue                           | Allan Hovda                             | Eilidh Prise                            | Kaja Bergwitz-Larsen                    | Hannah Saitch                           |
| 7. Aug. 2021           | Jon Sæverås Breivold                    | Kristian Grue                           | Allan Hovda                             | Julie Aspesletten                       | Flora Colledge                          | Dominique Lothaller                     |
| 1. Aug. 2020           | aufgrund der COVID-19-Pandemie abgesagt | aufgrund der COVID-19-Pandemie abgesagt | aufgrund der COVID-19-Pandemie abgesagt | aufgrund der COVID-19-Pandemie abgesagt | aufgrund der COVID-19-Pandemie abgesagt | aufgrund der COVID-19-Pandemie abgesagt |
| 3. Aug. 2019           | Fredrik Linge Johnsen                   | Mathias Almenningen                     | Nikolai Tefre Lunder                    | Danne Boterenbrood                      | Maggie Fournier                         | Ann Ase Stava                           |
| 4. Aug. 2018           | Allan Hovda -3-                         | Kjell Magnus Antonsen                   | Lars Christian Vold                     | Mette Pettersen Moe                     | Heini Hartikainen                       | Flora Colledge                          |
| 5. Aug. 2017           | Lars Christian Vold                     | Allan Hovda                             | Jordan Rapp                             | Anne Nevin                              | Meredith Hill                           | Kristin Lie                             |
| 6. Aug. 2016           | Lars Petter Stormo                      | Hendrik Oftedal                         | Lars Kristian Vold                      | Kirstin Lie -2-                         | Kari Flottorp Lingsom                   | Viviana Hiis                            |
| 1. Aug. 2015           | Allan Hovda -2-                         | Lars Petter Stormo                      | Lars Kristian Vold                      | Kirstin Lie                             | Line Foss                               | Line Marie Langseth                     |
| 2. Aug. 2014           | Allan Hovda                             | Lars Christian Vold                     | Per Morten Ellingsen                    | Line Foss                               | Maggie Rusch                            | Trude Gran                              |
| 3. Aug. 2013           | Markus Stierli                          | Dirk Wijnalda                           | Allan Hovda                             | Inger Liv Bjerkreim Nilsen              | Lydia Waldmüller                        | Line Foss                               |
| 5. Aug. 2012 (Elite)   | Henrik Oftedal                          | Lars Petter Stormo                      | Tom Remman                              | Annett Finger                           | Charlotte Knudsen                       | Lisbeth Olsen Kenyon                    |
| 4. Aug. 2012 (Amateur) | Arnaud Epp                              | Per Øyvind Alvim                        | Øyvind Sølrdal                          | Julia Nikolopoulos                      | Ingrid Lorvik                           | Sue Smith                               |
| 6. Aug. 2011           | Tim DeBoom                              | Markus Stierli                          | Tom Remman                              | Susanne Buckenlei -3-                   | Malin Lundvik                           | Cesilie Skollerud Hegna                 |
| 7. Aug. 2010           | Henrik Oftedal                          | Tom Remman                              | Even Hersleth                           | Susanne Buckenlei -2-                   | Gonny Rosendaal                         | Malin Lundvik                           |
| 8. Aug. 2009           | Tom Remman                              | Henrik Oftedal                          | Daniel Blankenfuland                    | Susanne Buckenlei                       | Vibeke Nørstebø                         | Cesilie Skollerud Hegna                 |
| 9. Aug. 2008           | Øyvind Johannessen                      | Tom Remman                              | Arild Christophersen                    | Jenny Gowans                            | Heidi Harviken                          | Marie Veslestaul                        |
| 4. Aug. 2007           | Lars Petter Stormo                      | Romuald Lepers                          | Ole Stougaard                           | Emily Finanger                          | Marit Svenning Berg                     | Lene Hansen                             |
| 5. Aug. 2006           | Ole Stougaard                           | Thomas Nesset Sundal                    | Jonas Colting                           | Marie Veslestaul                        | Helene Pallesen                         | Marit Svenning Berg                     |
| 6. Aug. 2005           | Björn Andersson                         | Kristofer Larsen                        | Erik Johnsen                            | Trude Andersen -2-                      | Silke Hamacher                          | Sandra Fantini                          |
| 7. Aug. 2004           | Rune Høydahl                            | Håvard Jensen                           | Christian Houge-Thiis                   | Trude Andersen                          | Solveig Gysland                         | Ingvill Merete Stedøy                   |
| 19. Juli 2003          | Christian Houge-Thiis                   | Mathias Rasch-Halvorsen                 | Bjørn Wigdel                            | –                                       | –                                       | –                                       |